# ФК «Куинз Парк Рейнджерс» в еврокубках
«Куинз Парк Рейнджерс» — английский футбольный клуб из Лондона, основанный в 1882 году и выступающий с 1920 года в английской системе футбольных лиг. Он дважды принимали участие в розыгрыше Кубка УЕФА. В сезоне 1976/77 клуб дошёл четвертьфинала турнира и в сезоне 1984/85 — до второго раунда.

## История

### Кубок УЕФА 1976/1977
Заняв второе место в первом дивизионе Англии в сезоне 1975/76, «КПР» квалифицировался на Кубок УЕФА вместе с «Дерби Каунти», «Манчестер Сити» и «Манчестер Юнайтед». Первым соперником в турнире стал норвежский «Бранн», которого английский клуб победил со счётом 11:0 по сумме двух матчей. Во втором раунде «КПР» встретился с чехословацким «Слованом». Ничья (3:3) на «Тегельне поле» и победа (5:2) на «Лофтус Роуд». В следующем раунде лондонскому клубу в соперники достался «Кёльн». В первом домашнем матче «Рейнджерс» победил со счётом 3:0, а в гостях уступили (1:4), но благодаря правилу выездного гола британская команда прошла дальше. В четвертьфинале «КПР» встретился с греческим клубом «АЕК». Вновь англичане дома победили со счётом 3:0, а в гостях с таким же счётом уступили. В ответной игре матч дошёл до серии послематчевых пенальти, где победу одержал афинский клуб, а «КПР» покинул турнир.
| Сезон   | Турнир     | Раунд        | Соперник            | Счёт                       |
| ------- | ---------- | ------------ | ------------------- | -------------------------- |
| 1976/77 | Кубок УЕФА | Первый раунд | Бранн               | 4:0 (дома), 0:7 (в гостях) |
| 1976/77 | Кубок УЕФА | Второй раунд | Слован (Братислава) | 3:3 (в гостях), 5:2 (дома) |
| 1976/77 | Кубок УЕФА | Третий раунд | Кёльн               | 3:0 (дома), 1:4 (в гостях) |
| 1976/77 | Кубок УЕФА | 1/4 финала   | АЕК (Афины)         | 3:0 (дома), 0:3 (в гостях) |

1. ↑  Победа по правилу выездного гола
2. ↑  Проигрыш в серии послематчевых пенальти со счётом 7:6

### Кубок УЕФА 1984/1985
Финишировав на пятом месте в сезоне 1983/84, «КПР» во второй раз квалифицировался на Кубок УЕФА. В первом раунде соперником был исландский клуб «Рейкьявик». Англичане победили по сумме двух встреч с общим счётом 7:0. Домашние матчи «КПР» проводил на «Хайбери» из-за искусственного покрытия на «Лофтус Роуд». В следующем раунде в соперники достался югославский «Партизан». В первом домашнем матче «Рейнджерс» победил со счётом 6:2, а в гостях уступили (0:4), но из-за правила выездного гола белградский клуб прошёл дальше, а «КПР» покинул турнир.
| Сезон   | Турнир     | Раунд        | Соперник           | Счёт                       |
| ------- | ---------- | ------------ | ------------------ | -------------------------- |
| 1984/85 | Кубок УЕФА | Первый раунд | Рейкьявик          | 0:3 (в гостях), 4:0 (дома) |
| 1984/85 | Кубок УЕФА | Второй раунд | Партизан (Белград) | 6:2 (дома), 4:0 (в гостях) |

1. ↑  Поражение из-за правилу выездного гола

### 1985–1990
Английским клубам было запрещено принимать участие в европейских соревнованиях после катастрофы на стадионе «Эйзель» в 1985 году. Запрет действовал до сезона 1989/90, и Англия из-за этого имела меньше квот в европейских клубных соревнованиях до сезона 1995/96. В результате чего «Блэкберн Роверс» и «КПР» соответственно, занявшие четвёртое и пятое места в сезоне 1992/93, лишились места в Кубке УЕФА сезона 1993–94.

## Статистика
| Турнир     | И  | В | Н | П | ГЗ | ГП | +/- |
| ---------- | -- | - | - | - | -- | -- | --- |
| Кубок УЕФА | 12 | 8 | 1 | 3 | 39 | 18 | +21 |
| Итог       | 12 | 8 | 1 | 3 | 39 | 18 | +21 |